# L'Histoire de Richard O.
Pour plus de détails, voir Fiche technique et Distribution.
L'Histoire de Richard O. est un film français écrit, produit et réalisé par Damien Odoul, sorti en 2007.

## Synopsis
Un homme va explorer les différents aspects de sa sexualité au travers de plusieurs rencontres...

## Distribution
- Mathieu Amalric : Richard O.
- Stéphane Terperaud
- Ludmila Ruoso
- Alexandra Sollogoub
- Rhizlaine El Cohen
- Caroline Demangel
- Marianne Costa
- Lucie Borleteau
- Valérie Bert
- Élise Receveur
- Anissa Fériani
- Maï Anh Lê
- Tiara Comte
- Michel Duplaix